# Peter Noll
Peter Noll (* 18. Mai 1926 in Basel; † 9. Oktober 1982 in Zürich) war ein Schweizer Jurist und Hochschullehrer. Er wirkte als ordentlicher Professor für Strafrecht, Strafprozessrecht und Gesetzgebungslehre an der Universität Zürich.

## Leben
Noll hatte sechs Geschwister. Sein Vater war reformierter Pfarrer.
Peter Noll besuchte nach der Primarschule in Arlesheim das Humanistische Gymnasium in Basel. Nach der Matura studierte er Rechtswissenschaft an der Universität Basel. Nach Praktika am Bezirksgericht Arlesheim und am Obergericht in Liestal wurde er 1955 Privatdozent an der Universität Basel, 1961 Professor an der Johannes Gutenberg-Universität Mainz und erhielt 1969 einen Ruf als Professor für Strafrecht an die Universität Zürich. Während seiner Zeit in Mainz wurde im Jahr 1964 auf seine Initiative hin der bis heute tätige und international renommierte Arbeitskreis Alternativ-Entwurf gegründet.
Neben seinen zahlreichen juristischen Veröffentlichungen wurde Noll auch durch zwei Bücher bekannt: Im Jahre 1987 erschien posthum die satireähnliche Schrift Der kleine Machiavelli. Handbuch der Macht für den alltäglichen Gebrauch, ein zusammen mit seinem Freund Hans Rudolf Bachmann (1930–1989) verfasstes Buch über die Spielregeln der Karriere, die man beachten muss, um als Führungskraft in einem Unternehmen zu überleben. Im Mittelpunkt steht der Typ Manager, ein Aufsteiger der Neuzeit, dem jedes Mittel recht ist, wenn es nur der eigenen Karriere dienlich ist. Der Titel bezieht sich auf Niccolò Machiavelli und inhaltlich auf dessen Schrift Il principe von 1513, in der dieser die Regeln des Machtspiels beschrieben hat. Das zweite Buch ist das Tagebuch Diktate über Sterben und Tod, das 1984 vom Pendo Verlag herausgegeben wurde. Noll hatte im Dezember 1981 erfahren, dass er an Blasenkrebs erkrankt war. Eine vielleicht lebensverlängernde Operation lehnte er ab und führte in der ihm verbleibenden Zeit vom 28. Dezember 1981 bis zum 30. September 1982 sein Tagebuch, in dem er nicht nur die Wirklichkeit des Sterbeprozesses durchdachte, sondern als Jurist ebenso Überlegungen entwickelte, die die Rolle des Individuums in der modernen Industriegesellschaft, exemplarisch verdichtet in den eigenen Lebenserfahrungen, kritisch betrachteten. Er beschreibt in den «Diktaten», wie ihm sein Freund Armin Mohler eine Begegnung mit dem von ihm verehrten Ernst Jünger in seiner Studienzeit vermittelte, die aber in gegenseitiger Enttäuschung ausging.
Noll starb am 9. Oktober 1982 in Zürich. Er fand auf dem Friedhof Enzenbühl seine letzte Ruhestätte. Sie ist inzwischen aufgehoben. Sein Nachlass befindet sich im Schweizerischen Literaturarchiv in Bern.
Im Jahre 2010 erschienen postum Max Frischs Entwürfe zu einem dritten Tagebuch, die eine eindringliche Schilderung des Sterbens Nolls aus der Perspektive seines Freundes enthalten.

## Veröffentlichungen (Auswahl)
- Übergesetzliche Rechtfertigungsgründe, im besondern die Einwilligung des Verletzten. Verlag für Recht u. Gesellschaft, Basel 1955, OCLC 17401586.
- Gesetzgebungslehre. Fassung letzter Hand. Nomos, Baden-Baden 2023, ISBN 978-3-7560-0798-1 (343 S., Erstausgabe: Rowohlt, Reinbek  1973).
- Pressefreiheit in Gefahr. Schulthess, Zürich 1975, ISBN 3-7255-1570-0.
- Landesverräter. 17 Lebensläufe und Todesurteile 1942–1944. Verlag Huber, Frauenfeld / Stuttgart 1980, ISBN 3-7193-0681-X.
- Diktate über Sterben und Tod. Mit Totenrede von Max Frisch. pendo-Verlag, Zürich 1984, ISBN 3-85842-080-8.
- Der kleine Machiavelli. Handbuch der Macht für den alltäglichen Gebrauch. Piper, München 1987 u.ö. (Neuauflage 2018: ISBN 978-3-492-31306-3).
- Gedanken über Unruhe und Ordnung. Piper, München 1988, ISBN 978-3-492-10626-9.
- Vom übermässigen Gebrauch der Wahrheit – Aus dem Nachlass. pendo-Verlag, Zürich 1991, ISBN 3-85842-185-5.